# Trevor Nyakane

a Compétitions nationales et continentales officielles uniquement.

b Matchs officiels uniquement.
Dernière mise à jour le 7 mars 2025.
Trevor Nyakane, né le 4 mai 1989 à Bushbuckridge (Afrique du Sud), est un joueur de rugby à XV international sud-africain évoluant au poste de pilier gauche ou droit. Il joue avec les Sharks en United Rugby Championship depuis 2024. Il mesure 1,78 m pour 121 kg.

## Carrière

### En club
Trevor Nyakane a commencé sa carrière professionnelle en 2010 avec la province des Free State Cheetahs en Vodacom Cup, puis la même année, il fait également ses débuts en Currie Cup.
En 2012, il découvre le Super Rugby avec la franchise des Cheetahs, avec qui il disputera 42 matchs sur une période de 3 saisons.
Il quitte en 2015 Bloemfontein pour Pretoria en rejoignant les Blue Bulls en Currie Cup et les Bulls en Super Rugby.
En novembre 2021, il signe avec le club francilien du Racing 92, qu'il rejoint fin décembre. Le rachat de ses deux années de contrat par le club français serait de 280 000 euros.
En mars 2024, son départ du Racing 92 à l'issue de la saison est annoncé, il fait son retour en Afrique du Sud dans la franchise des Sharks.

### En équipe nationale
Trevor Nyakane est appelé pour la première fois avec l'équipe d'Afrique du Sud en juin 2013. Il obtient sa première cape internationale le 8 juin 2013 à l’occasion d’un test-match contre l'équipe d'Italie à Durban.
Il fait partie du groupe sud-africain choisi par Heyneke Meyer pour participer à la Coupe du monde 2015 en Angleterre. Il dispute sept matchs de cette compétition, tous comme remplaçant, contre le Japon, les Samoa, l'Écosse, les États-Unis, le pays de Galles, la Nouvelle-Zélande et l'Argentine.
En 2019, il est retenu par sélectionneur Rassie Erasmus dans le groupe de 31 joueurs pour disputer la Coupe du monde au Japon. Il se blesse au mollet dès le premier match de poule contre l'équipe de Nouvelle-Zélande et doit déclarer forfait pour le reste de la compétition.
Quatre ans plus tard, il est retenu dans le groupe de 33 joueurs pour disputer la Coupe du monde 2023 en France. Il participe aux quatre matchs de poule de son équipe, dont une titularisation face à la Roumanie. Il n'est ensuite pas aligné lors du quart et de la demi finale. Il fait son retour sur le banc des remplaçants lors de la finale qui oppose son équipe à la Nouvelle-Zélande, à la suite de la blessure au genou de Vincent Koch,. Il participe ainsi au sacre de son équipe, qui remporte son deuxième titre mondial d'affilé.

## Palmarès
- Vainqueur du Rugby Championship en 2019.
- Vainqueur de la Coupe du monde en 2019 et en 2023.

## Statistiques
Au 7 mars 2025, Trevor Nyakane compte 68 capes en équipe d'Afrique du Sud, dont 17 en tant que titulaire, depuis le 8 juin 2013 contre l'équipe d'Italie à Durban,. Il inscrit un essai.
Il participe à huit éditions du Rugby Championship 2014, 2015, 2016, 2017, 2019, 2021, 2022 et 2023. Il dispute vingt-six rencontres dans cette compétition.